# La Comtesse perverse
Pour plus de détails, voir Fiche technique et Distribution.
La Comtesse perverse est un film érotique français réalisé par Jess Franco, sorti en 1974.
Le film s'inspire du film Les Chasses du comte Zaroff (The Most Dangerous Game) d'Ernest B. Schoedsack et Irving Pichel, sorti en 1932.

## Synopsis
Tom et Moira, un couple dans une grande villa côtière aperçoit à la jumelle un corps de femme nue sur la plage. Ils la découvrent épuisée ; elle se repose chez eux. 
À son réveil Carole raconte les horreurs qu'elle a connu dans l'île. Le couple se demande ce qu'ils vont faire d'elle. Tom répond qu'ils vont la ramener dans l'île. Tous deux sont complices de ce qui s'y passe.
Tom prévient Moira que la « comtesse »  exige une autre victime. Ils sont contraints de la lui fournir car ils ont besoin d'argent. Ils invitent donc chez eux Silvia, l'une de leurs connaissances puis l'accompagnent jusqu'à l'île. À table éclate une dispute entre le comte Rabor Zaroff et Tom, ce dernier quitte les lieux. Le comte et la comtesse Zaroff séduisent Silvia, qui s'endort. Elle est réveillée par des bruits de scie. Elle se rend là d'où viennent les bruits et découvre avec effroi Rabor sciant la tête de Carole. Silvia est capturée puis attachée. La comtesse aime chasser le gibier humain pour, ensuite, le dévorer.
La comtesse Zaroff poursuit Silvia (toutes les deux complètement nues) à travers l'île. Pendant ce temps Tom, rongé de remords étrangle Moira, puisqu'elle est complice des crimes de la comtesse, puis prend le bateau pour l'île. Trop tard. Transpercée d'une flèche, Silvia tue la comtesse. Il part vers la mer avec le cadavre de Silvia dans ses bras tandis que Rabor se régale à l'avance du bon repas qu'il envisage de prendre avec le corps de la comtesse.

## Fiche technique
- Réalisation : Jess Franco (initialement signé sous le pseudonyme de Clifford Brown)
- Production : Robert de Nesle
- Scénario : Jess Franco et Elisabeth Ledu de Nesle
- Photographie : Gérard Brisseau
- Musique : Olivier Bernard, Jean-Bernard Raiteux
- Montage : Gérard Kikoïne
- Durée : 73 minutes

## Distribution
- Alice Arno : Comtesse Ivanna Zaroff
- Howard Vernon : Le comte Rabor Zaroff
- Lina Romay : Silvia Aguado
- Robert Woods : Tom
- Tania Busselier : Moira, la compagne de Tom
- Caroline Rivière :  Carole

## Autour du film
La version DVD sortie en 2012 contient dans ses suppléments une longue interview de Jean-François Rauger de la Cinémathèque française. Il apporte les précisions suivantes sur le film :
- La version présentée sur le DVD n'est jamais sortie en salle. Elle tente d'approcher celle qu'avait réalisée Jess Franco avant de la soumettre à la production. Le film est produit en 1974, à cette période le président Valéry Giscard d'Estaing supprime la censure des actes sexuels au cinéma. Les salles d'exploitation spécialisées dans le cinéma érotique s'empressent alors de programmer des films pornographiques (notamment américains). Dans ce contexte le film de Jess Franco ne convient plus et la production demande au réalisateur de tourner des scènes additionnelles et de remonter le film. Il accepte et le film devient Les croqueuses. Pourtant, la Cinémathèque royale de Belgique possède au moins une copie de la version originale de La Comtesse perverse qu'elle projette occasionnellement en salle de projection[1].
- Les croqueuses conserve la trame et les plans de La Comtesse perverse. Son histoire, intégrée à une autre, comprend des protagonistes supplémentaires et devient comme l'illustration d'un rêve qu'aurait fait Lina Romay. Parmi les scènes complémentaires, Lina Romay pratique une fellation. Le DVD présente ces scènes additionnelles en tant que suppléments du film.

L'étrange demeure au bord de la plage avec ses escaliers rouges a été construite par l'architecte espagnol Ricardo Bofill. Elle est située à Calpe dans la province d'Alicante.
Initialement frappé d'interdiction totale en 1973, le film fut interdit aux mineurs en 1974 avant d'être classé X pour pornographie en 1976.